# Новая Тельба
Новая Тельба — посёлок в Куйтунском районе Иркутской области России. Административный центр Новотельбинского сельского поселения.

## География
Посёлок находится на расстоянии 55 км к северо-востоку от рабочего посёлка Куйтун, административного центра района.

## Население
| 2002 | 2010 | 2011 | 2012 |
| ---- | ---- | ---- | ---- |
| 277  | ↘175 | ↘174 | ↘165 |

### Половой состав
По данным Всероссийской переписи, в 2010 году в посёлке проживало 175 человек (89 мужчин и 86 женщин).